# Epicôndilo lateral do úmero

Epicôndilo lateral colorido em vermelho

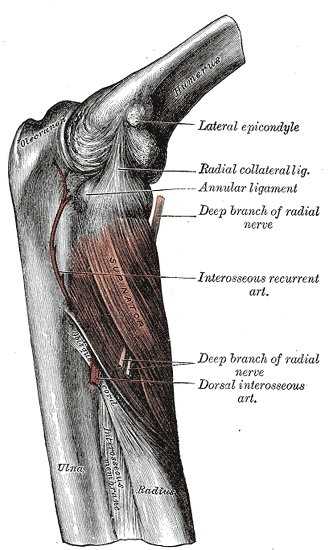
Vista lateral da articulação do braço.

O epicôndilo lateral do úmero é uma proeminência situada na extremidade distal do úmero. Dá inserção ao ligamento colateral radial e aos músculos extensores superficiais do antebraço, que são o extensor radial curto do carpo, extensor dos dedos, extensor do dedo mínimo, extensor ulnar do carpo, e para o supinador.